# Willie Toweel
Willie Toweel (anglès: William Michael Toweel)  (Benoni, 6 d'abril de 1934 - Ciutat del Cap, 25 de desembre de 2017) va ser un boxejador sud-africà que va competir durant la dècada de 1950. Era germà del també boxejador Vic Toweel.
El 1952 va prendre part en els Jocs Olímpics d'Estiu de Hèlsinki, on va guanyar la medalla de bronze en la categoria del pes mosca del programa de boxa. En semifinals va perdre contra l'estatunidenc Nate Brooks.
El setembre de 1953 passà al professionalisme, d'on es retirà l'octubre de 1960, als 26 anys, amb un rècord de 46 victòries, sis derrotes i dos empats.